# Hande Yener
Makbule Hande Özyener (sinh ngày 12 tháng 1 năm 1973), được biết đến với cái tên Hande Yener, là một ca sĩ và kiêm viết nhạc người Thổ Nhĩ Kỳ.

## Danh sách đĩa hát

#### Album phòng thu
- 2000: Senden İbaret
- 2001: Extra
- 2002: Sen Yoluna... Ben Yoluma
- 2004: Aşk Kadın Ruhundan Anlamıyor
- 2006: Apayrı
- 2006: Hande Maxi
- 2007: Nasıl Delirdim?
- 2008: Hipnoz
- 2009: Hayrola?
- 2010: Hande'ye Neler Oluyor?
- 2010: Hande'yle Yaz Bitmez
- 2011: Teşekkürler